# Magia zăpezii 2
Magia zăpezii 2 (în engleză Snow 2: Brain Freeze) este un film de Crăciun din 2008 regizat de Mark Rosman după un scenariu de Rich Burns. Rolurile principale au fost interpretate de actorii Tom Cavanagh și Ashley Williams. A avut premiera la 14 decembrie 2008 pe canalul ABC. Este continuarea filmului Magia zăpezii din 2004, scris tot de Rich Burns, dar regizat de Alex Zamm.
A devenit parte a blocului de programe 25 Days of Christmas transmis anual de fostul ABC Family, acum Freeform.

## Distribuție
- Tom Cavanagh - Nick Snowden / Moș Crăciun
- Ashley Williams - Sandy Brooks / Crăciuneasa
- Patrick Fabian - Buck Seger - singurul antagonist (de asemenea, antagonistul din primul film)

Roluri secundare:
- Jonathan Holmes - Galfrid - contabilul lui Moș Crăciun
- Alexander Conti - Ryan - un hoț de stradă, care se transformă într-un credincios și îl ajută pe Nick
- Hal Williams - Henry Mays - un bărbat în vârstă care era prieten apropiat cu părinții lui Nick

Alte roluri:
- Lynley Hall - Profesor de hip hop
- Janelle Cooper - Kaitlin Mays - fiica lui Henry
- Viv Leacock - Gustavo - o rudă a lui Henry, care era responsabil pentru îngrijirea lui
- Chantal Perron - Reporter TV de știri
- Irene Karas - Asistenta
- Patrick Richards - Bețiv
- Wally Houn - portarul spitalului de care s-a lovit Sandy
- Ron Barge - Bătrân
- Brian Martell - Om de afaceri